# Панчишин Лесь Орестович
Ле́сь Панчи́шин — український художник, фотограф, кліпмейкер, скульптор.

## Біографія
Лесь Панчишин народився 26 жовтня 1991 року у місті Новий Розділ, Львівської області. Коли хлопцеві виповнилося 7 років, родина переїхала до Львова, де він пішов у перший клас. Паралельно відвідував музичну школу (скрипка).
У підлітковому віці Лесь шукав способів самовираження у різних напрямках. Відвідував гурток народних танців, займався живописом та скульптурою.
У 2000 році хлопець вступив до Львівської дитячої художньої школи імені Олекси Новаківського. Завжди захоплювався футболом і з 2003 року почав виступати за спортивний клуб ЕНЕРГІЯ. У 2006 році вступив до Львівського державного коледжу декоративного і ужиткового мистецтва імені Івана Труша за напрямком «художня кераміка» (керівник — Тарас Богданович Левків).
У 2008 році на професійному рівні завершив виступи за СК ЕНЕРГІЯ (міні-футбол).
На першому курсі навчання захопився фотографією і вже у 2007—2008 роках почав брати участь у збірних виставках фотографій, а також організовував персональні. У 2009 році взяв участь та переміг у конкурсі фотографій від Укрсоцбанку.
На третьому курсі серйозно зайнявся живописом і перевівся на відповідний напрямок, а також почав вивчати основи відеозйомки та монтажу. У 2010 році Лесь Панчишин здобув перемогу у конкурсі живопису «Львів очима молоді».
У 2011 році, після випуску з Коледжу Труша Лесь Панчишин вступив до Львівської національної академії мистецтв, де продовжує вдосконалюватися як художник.

### 2012—2015р.
Із 2012 до 2014 року Лесь Панчишин був учасником SLAVA FROLOVA GROUP — однієї з найбільших в Україні кураторських компаній для молодих художників.
У 2012 році Лесь Панчишин захопився відео-мистецтвом і почав працювати над кліпами для молодих українських виконавців. Лесь знімав відео для Олесі Киричук, рок-груп «Rock-H», «Патриція», «Panchyshyn», «Світлана Тарабарова», «Yariko», «Наталка Карпа» Працював над концертними відео для груп «АнтитілА», «Піккардійська Терція», «Тартак», «Кому Вниз», «Гапочка», «Тінь Сонця», «Vivienne Mort».
Лесь Панчишин є автором соціальної реклами на замовлення «Видавництва Старого Лева», фестивалю «ЩедреЕтно», журналу про успішних українців «TheUkrainians.org».

### 2016р.
У 2016 році переїхав у м. Київ.
Учасник багатьох групових і персональних виставок як в Україні так і в США, Німеччині, Австрії, Франції, Бельгії.

### 2017—2020р.
З 2017 року захопився музикою і був учасником гурту «Panchyshyn».
У 2017 та 2018 роках проілюстрував дві книги «Видавництва Старого Лева». Проілюстрував 2 книги. «То є Львів» 2017 року та « зимовий Король» 2018 року.
2017 рік був куратором двох пленерів які проходили в Edem Resort & Spa. Також по закінченні провели виставку у арт-просторі Edem. Є відео з першого пленеру в Ютубі. Також цього року учасник громадської організації « ВІЛЬНІ». З якою реалізували проєкт «Арт- куб». Був представлений у декількох містах України.
У 2020 році Les Panchyshyn Gallery організував пленер у Grand Hotel Lviv. Були запрошені художники з усієї країни. По завершенні усі картини були представлені у Les Panchyshyn Gallery м. Київ.

### 2021—2022р.
2021 рік Персональна виставка у Ukrainian National Museum(Чикаго). 2021 колаборація з українським брендом, що створює колекції одягу. Overall.ua — комбінезон з принтом картини був представлений на Ukraine fashion week. Випустив колаборація з питною водою « Kovtok».
2021 рік Співпраця з компанією ДТЕК. Спільний соціальний проєкт під назвою « Лелеченьки» розробив та створив дві скульптури які встановлені у Києві (ВДНГ) та Одесі — парк Слави.
У 2021 році отримав « Best new exhibitor» на Miami Art week. Взяв участь у благодійному турі організований фондом «Revived Soldiers Ukraine». Було організовано більше 13 концертів у різних містах США де продались картини. Кошти були направлені на лікування та протезування наших військових. Було надано 13 картин. Взяв участь у благодійному аукціоні організований галереєю ARTSY (N.Y)
2022—2023 роки після початку повномасштабного вторгнення росії в Україну почав розпродувати картини які були у наявності. Було продано більше 20 картин та усі кошти були перераховані на різні благодійні фонди(Повернись живим, фонд Притули) в перші дні було перераховано близько 150 тисяч гривень. Також на воєнний госпіталь при ТРО.

### 2023
Відкриття скульптури в Ірпені. Назва «Світло переможе темряву» (співпраця з компанією Дтек) за отриманий гонорар було куплено дрон для ЗСУ та відправлено.
Відкрив персональний проєкт у Ritz Hotel (Miami).
Був представлений у галереї Picadilloart(Маямі).
Представив проєкт «Ukraine Forever» на публічному заході мера Sunny Isles (Маямі) По завершенні Картини були передані в офіс мера та експонуються там.
Взяв участь у Аукціоні організований благодійною організацією All hands and Heart. Картина під назвою New Hope була продана за 17 000 $. Кошти направлені на відбудову Українських міст. Цим займався фонд Save Ukraine center (Маямі. США)
Взяв участь у виставці «Hope for the lights» Відень, Австрія.
Зробив спільний проєкт з Іваном Марчуком у art space Barbareum (Відень, Австрія).
Учасник: Pop up exhibition Vienna city gallery walk(galerie Amart); «Milk and Blood» учасник виставки (Estonia); « Hope for the lights» Unlimited Academy. Vienna, Austria; Affordable Art fair(New York) Bruce Lurie Gallery; Hampton art fair(New York) Bruce Lurie Gallery.

## Освіта
— Львівська Дитяча художня школа ім. О.Новаківського
- Львівський державний коледж декоративного і ужиткового мистецтва імені Івана Труша
- Львівська Національна Академія Мистецтв
- The Art Students League of New York

## Список виставок
- 2023 р. — відкриття скульптури в Ірпені. Назва « Світло переможе темряву»(співпраця з компанією Дтек) за отриманий гонорар було куплено дрон для ЗСУ та відправлено.
- 2023 р. — представлений на Hampton art fair(New York)
- 2023 р. — представлений на Affordable Art fair (New York)
- 2023 р. — cоло проєкт «Hope for the lights» Unlimited Academy(Austria)
- 2023 р. — учасник виставки «Milk and Blood»(Estonia)
- 2023 р. — участь у виставці "Hope for the lights"Відень(Австрія)
- 2023 р. — персональний проєкт у Ritz Hotel(Miami)
- 2023 р. — представлений у галереї Picadilloart(Маямі)
- 2023 р. — спільний проєкт з Іваном Марчуком у art space Barbareum (Відень, Австрія), куратор Artptashka.
- 2023 р. — представлений проєкт «Ukraine Forever» на публічному заході мера Sunny Isles(Маямі)
- 2022 р. — учасник Art Basel Miami. Solo participant at «Spectrum» art fair (Miami, USA).
- 2022 р. — учасник Iko-art Gallery. Group exhibition «Devils Party» (Vienna, Austria).
- 2022 р. — учасник «Parallel Vienna» fair(Vienna, Austria).
- 2022 р. — учасник Group exhibition «Mariupol Vivre» (Paris, France).
- 2022 р. — учасник Iko Gallery. Private show «Save Cultural Identity» (Vienna, Austria).
- 2022 р. — учасник Black Tower Gallery. Group exhibition «Fashion and Design»(Miami, USA).
- 2022 р. — учасник Black Tower Gallery. Solo exhibition «Ukraine Forewer» (Miami, USA).
- 2021 р. — учасник Group exhibition «Dubai Expo 2020» Dubai, United Arab Emirates.
- 2021 р. — учасник Art Basel Miami. Awarded participant at «Spectrum» art fair «Be Exhibitor 2021»(Miami, USA).
- 2021 р. — персональна виставка у Ukrainian National Museum(Чикаго)
- 2021 р. — учасник благодійного аукціону організований галереєю ARTSY(N.Y)
- 2020 р. — пленер у Grand Hotel Lviv
- 2020 р. — персональна виставка «Portal» Ukrainian National Museum, Chicago, USA[29].
- 2019 р. — учасник проєкту «Шовковий Шлях» Шанхай, Китай.
- 2018 р. — учасник виставки "Winter art show & sale " український національний інститут Америки, Нью-Йорк, США.
- 2018 р. — персональна виставка "Art design " Sobi Home. Київ, Україна[30].
- 2018 р. — персональна виставка "Moving Forward " Український національний інститут Америки, Нью-Йорк, США[31].
- 2018 р. — персональна виставка «Warming» Український національний музей, Чикаго, США[32].
- 2017 р. — проєкт «Українські дні в Європі» Париж, Франція
- 2017 р. — учасник проєкту «Lumen» Літвінова галерея, Київ, Україна[33][34].
- 2017 р. — куратор, учасник проєкту « Мій Едем» Едем Резорт, Львів, Україна.
- 2017 р. — учасник проєкту «Арт-куб» Львів, Тернопіль, Хмельницький, Івано-Франківськ[35].
- 2017 р. — резидент арт фундації « Вільні»
- 2017 р. — учасник проєкту "Fetish XO " Акт, Київ, Україна.
- 2017 р. — учасник проєкт «Thinking about Tomorrow» Акт, Київ, Україна[36].
- 2017 р. — учасник проєкту «1/5» Літвінова галерея, Київ, Україна.
- 2017 р. — учасник проєкту "Non stop art " Літвінова галерея, Київ, Україна.
- 2017 р. — персональна виставка «Рух Вперед» Брюссель, Бельгія.
- 2016 р. — Персональна виставка -Київ "WARMING "UNLIMITED ART FOUNDATION.
- 2016 р. — Персональна виставка — Львів "WARMING "Zefirina Art gallery.
- 2016 р. — Персональна виставка — Київ."Спільні риси", арт-центр Я. Гретера, м. Київ[37]
- 2016 р. — Торонто, Канада «Ukraine EXISTS»[38]
- 2016 р. — Персональна виставка — Харків, Муніципальна галерея[12]
- 2016 р. — Учасник проєкту «Ukraine EXISTS» США, Чікаго[39]
- 2016 р. — Презентація картин, діалог. Obnova, Львів
- 2016 р. — Учасник проєкту «Ukraine EXISTS» США, Віппані (Нью-Джерсі)
- 2016 р. — Учасник проєкту «Ukraine EXISTS» США, Нью-Йорк[40].
- 2016 р. — Учасник виставки "Україна. Трансформації сучасного "Відень, Австрія.
- 2016 р. — Учасник виставки — Cocon Art Space, Одеса.
- 2016 р. — Персональна виставка — Art Studio Passage, Львів.
- 2016 р. — презентація проєкту ЧеLOVEки. Київ.
- 2015 р. — Учасник проєкту «Feldman Art Park'15,Харків[41].
- 2015 р. — Персональна виставка. проєкт ЧеLOVEки. Львів[42].
- 2015 р. — Персональна виставка. проєкт ЧеLOVEки. Київ.
- 2015 р. — Гоголь-Фест 2015, Київ[43].
- 2015 р. — Персональна виставка «2 хвилини за кавою» Виставка Прінтів, Львів.
- 2015 р. — Персональна виставка та лекція про творчість Леся Панчишина. Одеса.
- 2015 р. — Персональна виставка. проєкт ЧеLOVEки, Івано-Франківськ[44].
- 2015 р. — учасник виставки в рамках «Книжкового Арсеналу-2015», Мистецький Арсенал, м. Київ
- 2015 р. — Персональна виставка. "2 хвилини за кавою" Дніпропетровськ.
- 2014 р. — Персональна виставка. "Сила" Тернопіль[45].
- 2014 р. — Виставка — (презентація каталогу Les Panchyshyn) Львів.
- 2014 р. — учасник виставки молодого українського мистецтва, галерея EVARTSPASE, м. Женева
- 2014 р. — учасник виставки в рамках «Книжкового Арсеналу-2014», Мистецький Арсенал, м. Київ[46]
- 2014 р. — учасник виставки « Громадянській Містицизм». Музей проблем Сучасного Мистецтва. Київ[47]
- 2014 р. — It's not ok. Персональна виставка. Чорна Ящірка. Дніпропетровськ.
- 2013 р. — учасник виставки — Slava Frolova Group. Art Picnic: Відкриття на ВДНХ. Лабіринт. Наследие. Групові виставки. Київ
- 2013 р. — учасник виставки — Slava Frolova Group. У вічі випадковості. Групова виставка в палаці мистецтв. Львів
- 2013 р. — учасник виставки «Весна від молодих художників України». Групова виставка в New Gallery. Київ
- 2013 р. — учасник виставки — Виставка молодих художників України. Групова виставка в Музеї духовних скарбів України. Київ[48]
- 2013 р. — учасник виставки, Slava Frolova Group. Відкриття західного крила. Групова виставка в мистецькому просторі Леміш. Львів[49]
- 2013 р. — учасник виставки. Групова виставка в клубі Страйк. Київ
- 2013 р. — учасник виставки Slava Frolova Group. Відкриття південного крила. Групова виставка. Одеса
- 2013 р. — Весь Лесь. Персональна виставка. Книгарня Є. Івано-Франківськ
- 2012 р. — Without Title. Персональна виставка. Мистецький простір Галерея 24. Львів
- 2012 р. — Персональна виставка. Арт кавярня Дзига. Львів
- 2012 р. — учасник виставки Ocean Plaza opening. Групова виставка в Boutique Café. Київ
- 2011 р. — учасник виставки художній конкурс Укрсоцбанку «Львів очима молоді»;
- 2010 р. — учасник виставки художній конкурс Укрсоцбанку «Львів очима молоді»;
- 2009 р. — Персональна виставка у стінах ЛДКДУМ ім. І. Труша, Львів
- 2008 р. — Персональна Фотовиставка у стінах ЛДКДУМ ім. І. Труша, Львів

## Сім'я
Батько — Орест Панчишин — музикант, екс-учасник групи «Пласт» (зараз грає у групі «Патриція»), виступає як сесійний музикант.
Мати - Ірина Панчишин — музикант, поетеса.
Брат — Остап Панчишин — співак, композитор, лідер музичного проєкту PANCHYSHYN.
Дружина — Анна Панчишин
Діти — донька Марія Лазебна, син Леонардо Панчишин.